# Ebenezer Prout

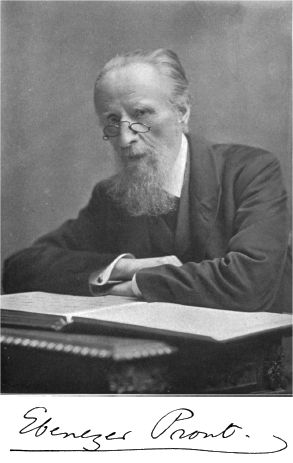
Ebenezer Prout a finales de la década de 1890

Ebenezer Prout (1 de marzo de 1835, Oundle – 5 de diciembre de 1909, Canterbury), fue un teórico musical inglés, escritor, profesor y compositor, cuyo aprendizaje desembocó en una serie de trabajos estándares todavía utilizados hoy.

## Carrera
Prout nació en Oundle. Estudió piano bajo la supervisión de Charles Salaman, pero era autodidacta. Estudió para becario en la Universidad de Londres pero finalmente eligió estudiar música debido a su amor por ella. De 1861 a 1873 fue organista de la Union Chapel, Islington. De 1861 a 1885 fue profesor de piano en Crystal Palace School of Art. En 1863 fue uno de los primeros veintiún miembros del Royal College of Organists.
En 1879 fue nombrado profesor de armonía y composición en la Real Academia de Música de Londres, y llegó a ser crítico de música del Athenaeum. En 1884 llegó a ser profesor del Guildhall School of Music. En 1894 fue nombrado profesor de música en la Universidad de Dublín. Durante este periodo no sólo impartió clase, también participó memorables conferencias pública.
Fue también este el periodo al que pertenecen sus trabajos teóricos principales, traducidos a muchas lenguas. Fue además un compositor de concierto, iglesia y música de cámara.
Como editor, Prout reflejó las prácticas de su tiempo. Con respecto a ello Prout difirió de su contemporáneo Friedrich Chrysander, quién fue el primer en producir una edición que intenta transportar las intenciones propias del compositor.
Su hijo Louis Beethoven Prout (Hackney, 1864) fue también un escritor en teoría musical, siendo formado por su padre en la Real Academia de Londres, y deviniendo profesor en el Guildhall Escuela.
Murió en Londres en 1909.
- Datos: Q5331730
- Multimedia: Ebenezer Prout / Q5331730